# Приднепровские отклики
«Приднепровские отклики» (рос. «Придніпровські відгуки») — літературно-суспільна та політично-економічна газета, що виходила у Кременчуці 1913—1916 роках.

## Історія
1913 року «Приднепровские отклики» випускались в дні невиходу газети «Приднепровский голос».

## Випуски за роками
Випуски лише за 1913—1914 роки.
- 1913 — № 1 (11-II) — № 2 (25-XI)
- 1914 — № 1 (18-VIII)
- 1915 — *
- 1916 — *.